# Coleta Boylet de Corbie
Coleta Boylet de Corbie (Corbie, 13 de enero de 1381 - Gante, 6 de marzo de 1447) fue una religiosa clarisa francesa, reformadora de la orden de Santa Clara, que restablecía el rigor de la regla primitiva. 
Es considerada santa por la Iglesia católica y su memoria litúrgica se celebra el 6 de marzo.

## Hagiografía

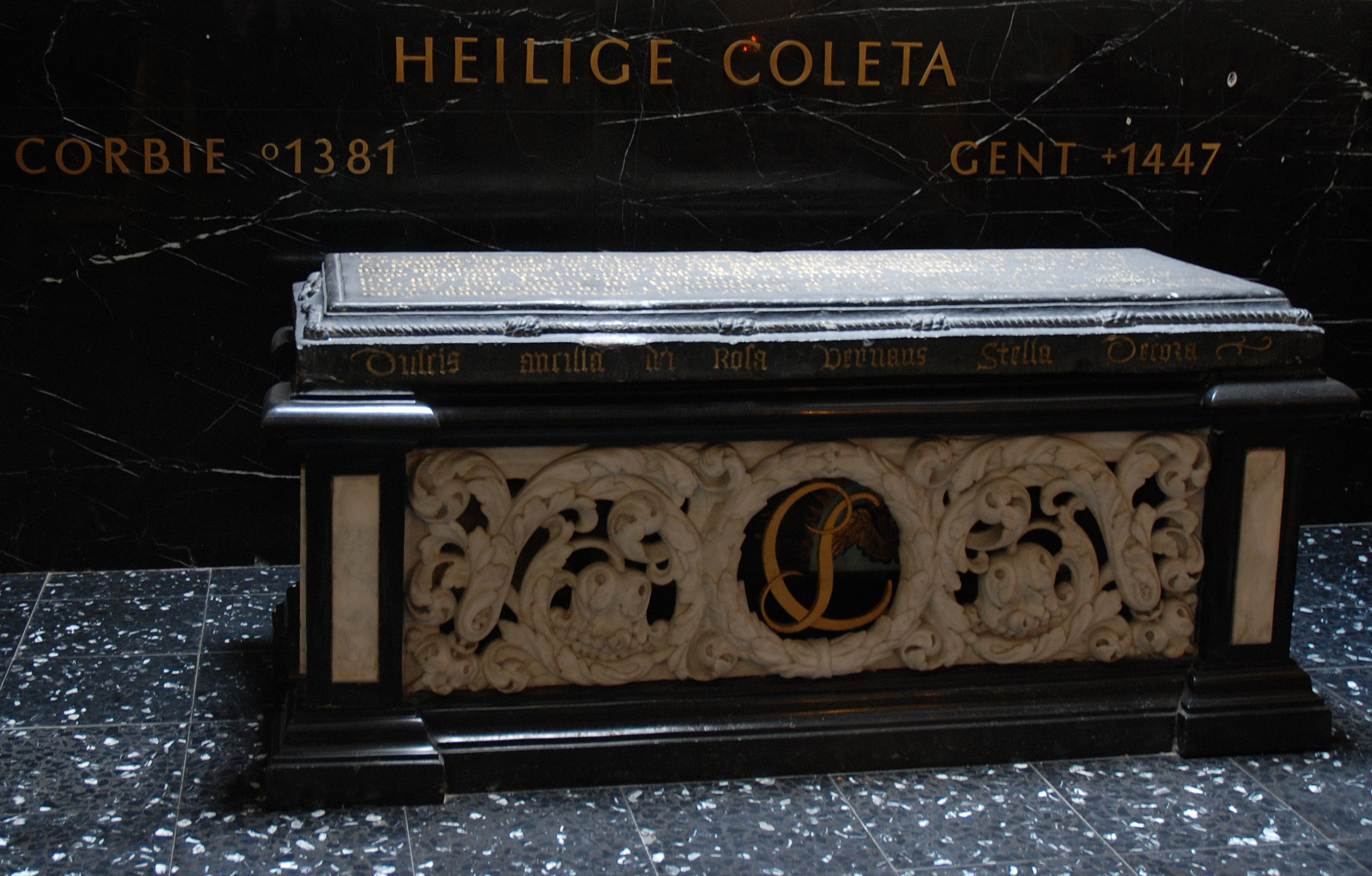
Tumba de Colette Boylet de Corbie, Monasterium Bethlehem (Gante).

### Primeros años
Nació en el seno de una familia pobre de Corbie. Su padre, Robert Boellet, carpintero y su madre, Marguerite Moyon, se dedicaban a los pobres. Pasaban los años y no tenían hijos, por lo que rezaron a San Nicolás de Bari para pedirle un descendiente. A los 60 años, Marguerite dio a luz a una hija el 13 de enero de 1381 a la que llamaron Nicolette en honor al obispo santo, pero familiarmente la llamaban por el diminutivo Colette.
Coleta recibió una educación muy religiosa, otorgando gran importancia a la Pasión de Cristo. Desde los cuatro años llevó una vida de oración y ayuda a los pobres. Se mortificaba, se privaba de comer para dar su comida a los pobres, oraba largamente e incluso hacia su sueño difícil con los pedazos de madera dura de su colchón.
Recibió durante su juventud las gracias de Dios, tales como sanaciones milagrosas, y creció súbitamente (ya que era muy pequeña). A la edad de 7 años, asistía clandestinamente a los maitines benedictinos. En 1399, cuando tenía 18 años, sus padres murieron y fue puesta a cargo de su tutor, el padre Jean Bassand. Rechazó casarse y obtuvo la aprobación de su tutor para entrar en religión.

### Diferentes experiencias religiosas
Se integró con las beguinas de Corbie. Estuvo con ellas un año en esta institución, destinada a las viudas o vírgenes laicas que no deseaban casarse y que vivían solas o en comunidad, dedicándose a la contemplación, al trabajo, a la mendicidad o al cuidado de los pobres.
Pero no encontrando esta orden demasiado rigurosa, decidió entrar en el monasterio de benedictinas de Corbie. Sin embargo, esto tampoco le convino. Se dirigió  entonces a la abadía de las clarisas donde se presentó como sirvienta, ya que se sentía indigna de ser religiosa. Pero ahí encontró que las condiciones de vida eran muy dulces y suaves. Regresa a Corbie donde halló al padre Jean Pinet, ferviente religioso franciscano deseoso de revivir la orden como la Regla primitiva exponía. Guardián del convento de Hesdin, propuso a Coleta vivir enclaustrada bajo la regla de la Tercera Orden Franciscana.

### Visión y misión
« Tuvo la revelación de diferentes estados de la Iglesia y de la sociedad, de abajo hacia arriba de una escalera, de su situación y su gobierno en cada una de ellas » Esta frase nos muestra que en su celda, Coleta tuvo una visión proveniente de Dios que le mostraba la condición de las órdenes franciscanas. Así vemos la misión que Dios le confía, que le propone hacer «la reforma de las órdenes religiosas fundadas por San Francisco »  Pero, aun creyendo esto píamente, no osa creer que sus visiones proceden de Dios y teme que vengan del Mal para privarla de su vocación religiosa.
« A veces la ignorancia le servía de pretexto; se decía que no era más que una simple joven, la cual no sabía nada; pero hacía valer su voto pronunciado de nunca faltar a la clausura » 
Coleta dudó del origen de sus visiones. Teniendo miedo de que provinieran del  « enemigo del infierno » pidió consejo a los clérigos. Dios le envió diferentes signos: fue privada del habla, después de la vista, que no recobrará hasta haber aceptado la misión de reforma que Dios le confió.

### Reforma a la Orden de las clarisas
Coleta acepta la misión que Dios le encomienda. Pero desde su pequeña celda, no sabe cómo actuar y más aún no poder salir bajo pena de romper el voto que ha hecho. Así que es Dios quien le indica la conducta que debe de adoptar y lo hace por medio de una aparición: «'Dios hizo, de repente parecer un árbol». Este árbol representa a Colette, las ramificaciones que salen alrededor de este árbol son los religiosos, sacerdotes y laicos que se adhieren a la refundación de las órdenes franciscanas.
Para ayudar a esta tarea, Dios le envía a Henry de Baume quien le acompaña en todos sus recorridos.
Sin embargo, Coleta aún permanece prisionera en su celda y no puede emprender la reforma dentro de esos sagrados y augustos muros; así que pide al papa Benedicto XIII autorización y dispensa de la enclaustración, que le es concedida en una bula papal el 1 de agosto de 1406.  El mismo año, el Papa le concede el derecho de fundar conventos reformados según la Regla original de Santa Clara de Asís.
Regresa a Corbie queriendo hacer de su ciudad natal la cuna de su reforma. Por el contrario, allí no encuentra más que hostilidad. Se refugia en la Borgoña francesa con sus tres primeras religiosas. Se establece enseguida en Besanzón donde funda su primer monasterio.
Coleta logra fundar o reformar 17 monasterios de religiosas. 
Murió el lunes 6 de marzo de 1447 en Gante hoy Bélgica, lugar donde se encuentra su último convento fundado.

## Onomástico y Culto público
Siguiendo su deseo, fue inhumada en una tumba, sin recubrimiento ni ataúd, sobre la misma tierra, en el cementerio de Gante. En 1471, el obispo de Tournai comenzó una encuesta después de varios milagros que se suscitaron en su tumba, de los cuales 14 fueron en Hesdin, 15 en Gante, 4 en Arras y otros en Poligny y Auxonne. 
Fue beatificada en 1625 y luego canonizada por el papa Pio VII el 24 de mayo de 1807. 
Atributos: En la iconografía cristiana son los pozos de la Samaritana (hace el milagro de hacer brotar el agua que nunca se acaba). También le acompaña una gallina (que le permitía recobrar las fuerzas gracias a la invitación del Señor a alimentarse con huevo).
Las religiosas que viven según la regla primitiva de Santa Clara, restablecida por Santa Coleta, son llamadas coletinas y aun cuando la reforma de esta santa se aplica a la Segunda Orden Franciscana, afecta también a la Orden masculina.